# Kim Sung-Heon
Kim Sung-Heon (nacido el 2 de septiembre de 1974 en Corea del Sur) fue un jugador de balonmano que militó en la Liga Asobal, jugando en la posición de lateral derecho.
Jugador típico de la escuela coreana. Rápido, ágil y buen lanzador. Podía jugar tanto en el lateral como en el extremo. Técnicamente muy completo, llegó a España de la mano del por entonces entrenador del BM Granollers, Jaume Puig. Tras dos temporadas en la plantilla vallesana, pasó por el Cadagua Gáldar canario y el Frigoríficos del Morrazo Cangas hasta el año 2003 en que regresó a Asia, a la emergente liga japonesa.

## Trayectoria como jugador
- 1996-99  Pusam
- 1999-01  BM Granollers
- 2001-02  BM Cadagua Gáldar
- 2002-03  BM Cangas del Morrazo
- 2003-04  Daido Steel
- 2004-05  Honda Kumamoto

## Palmarés individual
- Mejor jugador de la liga coreana 1999

## Palmarés selección
- 35 partidos con la selección de Corea del Sur (datos del año 2000)